# Dissertatio historico-philosophica de masticatione mortuorum
Dissertatio historico-philosophica de masticatione mortuorum és un text publicat en llatí l'any 1679 pel teòleg Philip Rohr (-1686) i que transcriu una conferència pronunciada a la Universitat de Leipzig el 16 d'agost del mateix any. L'objectiu de Philip Rohr és analitzar críticament les històries i rumors que descriuen com alguns cadàvers fan soroll a les tombes (mentre es mengen la pròpia carn o roba) o en surten per fer mal als vius, per menjar-se'ls o beure'n la sang o transmetre'ls malalties expandint epidèmies. El text es divideix en dos capítols, un d'històric i un altre de filosòfic. Entre les obres citades per Philip Rohr en el text destaquen: Disquisitionum magicarum libri sex (1599) de Martin Antonio del Riu (1551-1608), De Miraculis Mortuorum (1610) de Heinrich Kornmann (c. 1580-c.1640), De Graecorum hodie quorundam opinatinabus (1645) de León Alacio (1586-1669), i De Miraculis Mortuorum (1670) de Frederic Garmannk.
L'obra de Philip Rohr va ser fonamental per a l'escriptura d'altres obres posteriors, com De masticatione mortuorum in tumulis, escrita pel filòsof Michael Ranft l'any 1725.